# Diseñador de vestuario

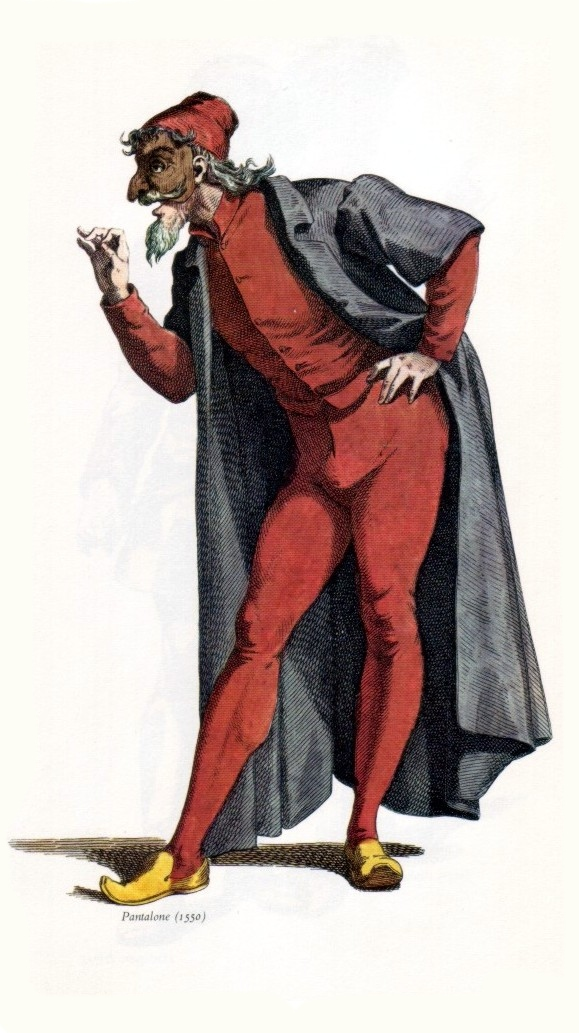
Figurín de Maurice Sand, hacia 1860, que representa al personaje Pantaleón, de la «commedia dell'arte».

Un diseñador de vestuario, también conocido como figurinista, es el creador del atuendo de los personajes de un espectáculo (teatro, cine, ópera, etcétera). El conjunto de su obra, los figurines, compone un «dramatis personae» visualizado. Su trabajo, complementario a la actividad de escenógrafos y «vestuaristas», se desarrolla asimismo en el diseño de modas.
Entre los diseñadores de vestuario pueden mencionarse los nombres de Aleksandr Golovín, Maurice Sand, George Barbier o el círculo formado por los Matisse, Léger, Natalia Goncharova, Juan Gris, De Chirico y Pablo Picasso. En la escena española del siglo XX han destacado Victorina Durán, Javier Artiñano, Gerardo Vera, Francisco Nieva, Miguel Narros y un largo etcétera. Y en el apartado cinematográfico: Eduardo Torre de la Fuente, León Revuelta, Pedro Moreno o Sonia Grande.
También presente en el campo de la moda, el diseñador de vestuario tradicional, presentado como técnico superior en modelismo de indumentaria, comparte campo y tareas con diseñadores, estilistas, sastres o patronistas.